# Campiglia d'Orcia
Campiglia d'Orcia è una frazione del comune italiano di Castiglione d'Orcia, nella provincia di Siena, in Toscana.

## Geografia fisica
Il borgo di Campiglia d'Orcia sorge su un rilievo di rocce calcaree (810 m s.l.m.) in vista di Poggio Zoccolino (1 035 m), una delle cime del massiccio del Monte Amiata, a tre chilometri dall'abitato di Bagni San Filippo e le sue acque termali.

## Storia

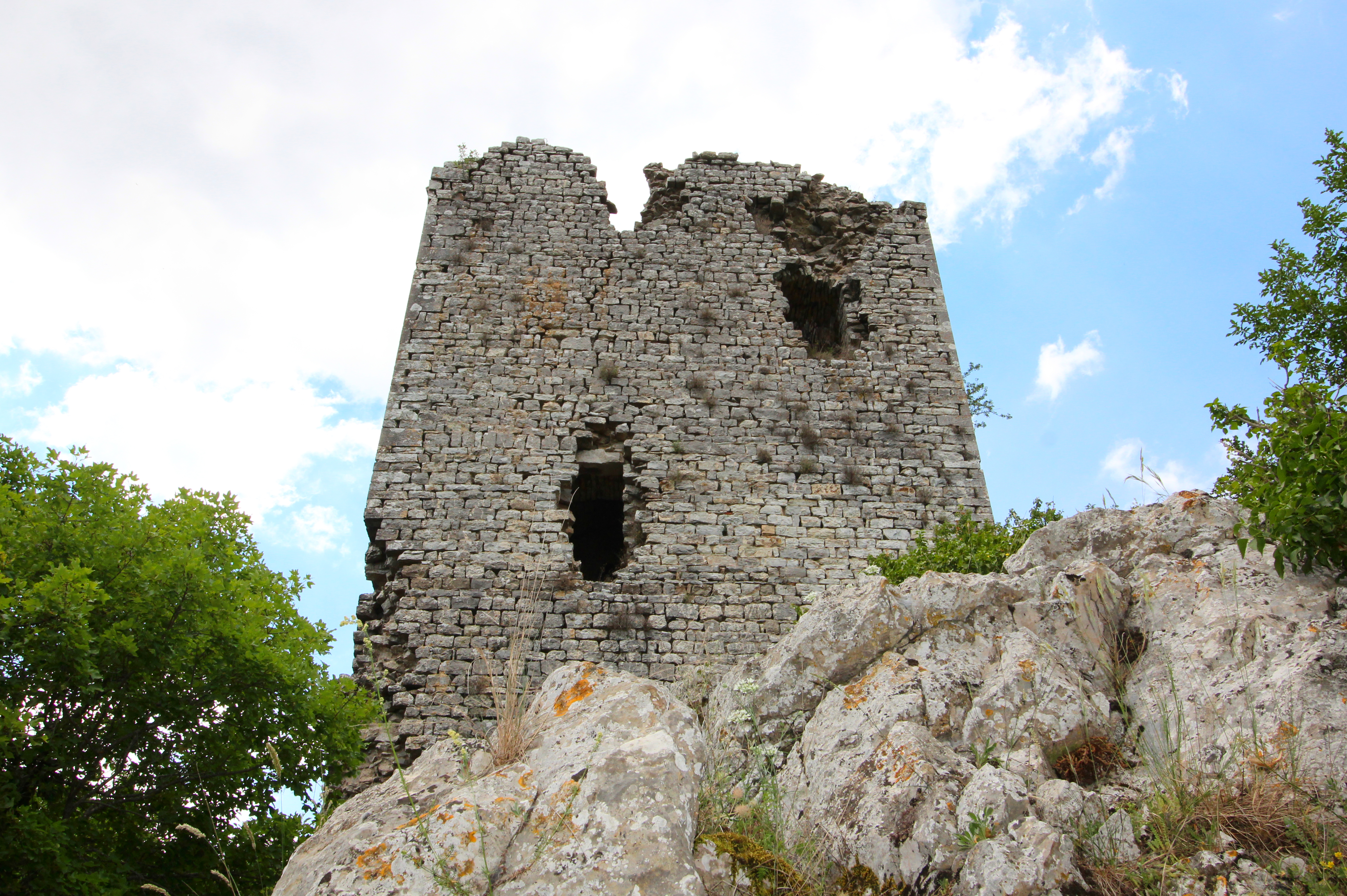
Rocca Visconti detta "Campigliola".

Il primo documento dell'esistenza di Campiglia è del 973 d.C. 
Ancora oggi l'assetto del paese conserva l'impostazione urbanistica ricevuta prima dell'anno 1000 ed ha perciò eccezionale valore storico-documentario. Si conserva tuttora la porta Sud dell'antica cinta muraria.
Nel medioevo Campiglia fu sotto il dominio della famiglia dei Visconti, la cui rocca, il Cassero, dominava il paese. Poco più in alto sorgeva un'imponente fortificazione sempre dei Visconti, Campigliola. Mentre il Cassero è oggi del tutto scomparso, rimane in mezzo a un bosco selvaggio l'imponente torre di Campigliola, una costruzione possente in blocchi di pietra. Ci si arriva con una bella passeggiata attraverso un'antica strada con muretti a secco recentemente ripristinata e inserita nella Rete Escursionistica Toscana.  Per la sua posizione strategica sulla via Francigena, Campiglia attrasse le mire espansionistiche di Siena, la quale nel corso dei secoli XII e XIII intensificò le iniziative per assoggettare i Visconti, che conducevano una politica alquanto ambigua per l'alternarsi di alleanze con senesi ed orvietani, questi ultimi vicini ai fiorentini. Nel 1234 per punire uno dei voltafaccia dei Visconti le forze Senesi conquistarono Campiglia e il castello di Campigliola.
Nel 1423 attraverso il matrimonio fra donna Rabba dei Salimbeni e Giovanni di Credi Visconti il feudo di Campiglia per via ereditaria passò alla famiglia Salimbeni, preludio alla definitiva annessione alla Repubblica di Siena nel 1429. Tra pestilenze, carestie e guerre il paese era decaduto e si era spopolato, tanto che nel 1432 Siena lo ripopolò con abitanti provenienti dalla Val d'Arbia invogliandoli con esenzioni pluriennali dalle tasse e finanziando la ricostruzione delle mura. Campiglia compare perfettamente riconoscibile, insieme a San Quirico d'Orcia, Castiglione d'Orcia, Radicofani e l'Amiata, in un quadro di un pittore senese, il Sassetta, oggi al museo Condé di Chantilly, che raffigura lo sposalizio mistico di San Francesco con le tre virtù teologali e faceva parte di un importante polittico dipinto fra il 1437 e il 1444 per la chiesa di San Francesco a Borgo Sansepolcro ed ora smembrato.
Nel 1604 Piero Guicciardini, grazie ai suoi servigi verso la dinastia medicea, fu infeudato del marchesato di Campiglia d'Orcia per sé ed i eredi maschi fino al 1766, con l'obbligo dell'indivisibilità del feudo e sua trasmissibilità ai soli primogeniti.
La località fu aggregata al comune di Abbadia San Salvatore fino al 1867, quando passò sotto la giurisdizione di Castiglione d'Orcia.

## Monumenti e luoghi d'interesse

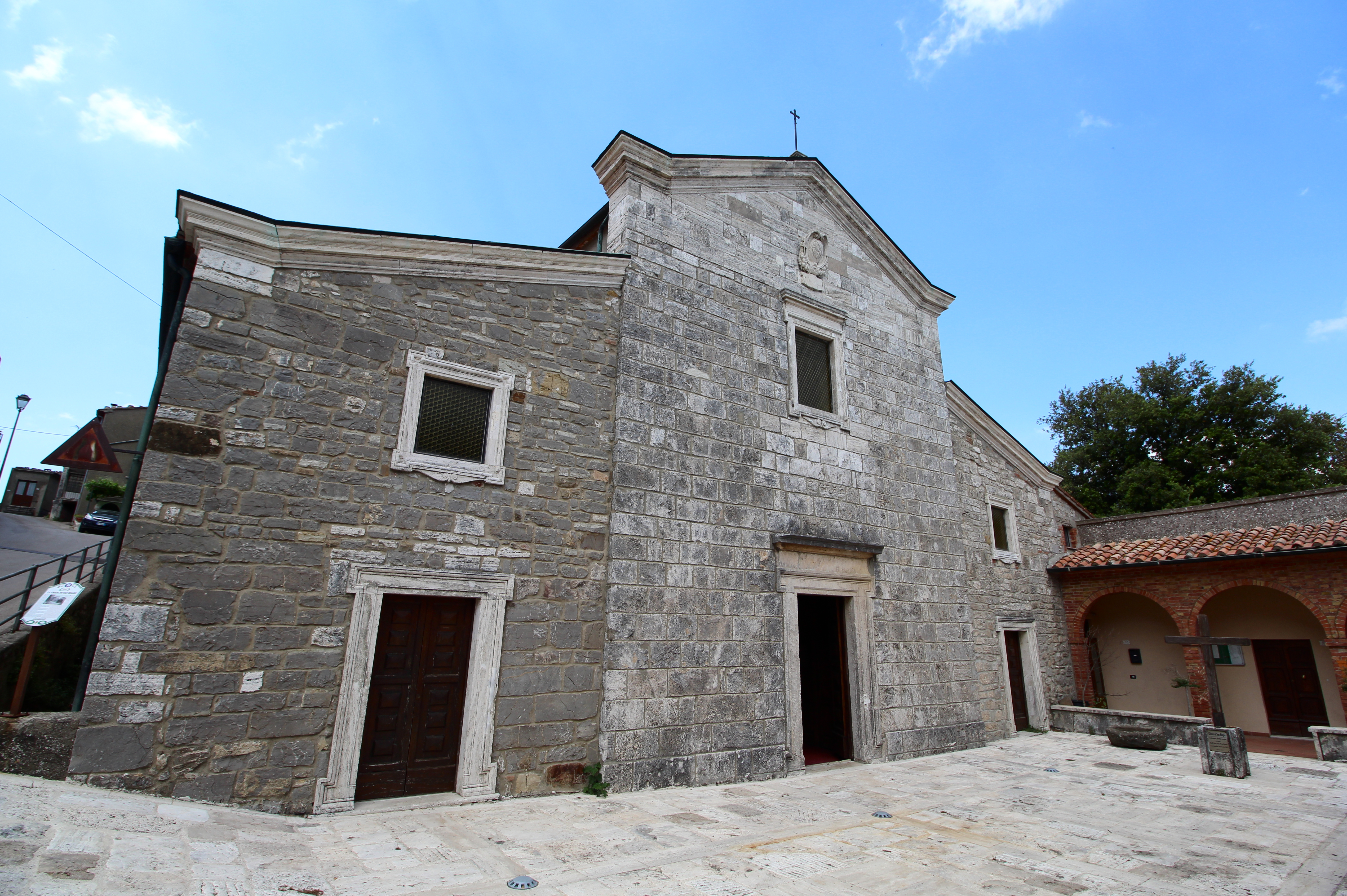
La chiesa di San Biagio.

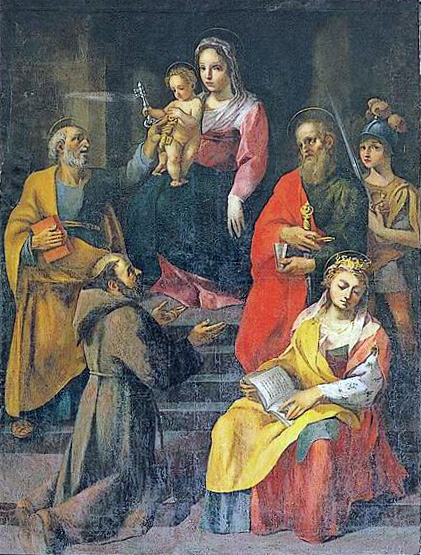
La Madonna col Bambino di Sebastiano Folli.

### Architetture religiose
La chiesa parrocchiale della frazione è dedicata a san Biagio. La chiesa ha una storia complessa e ha subito vari interventi: l'assetto attuale risale al XVIII secolo e all'architetto Leonardo De Vegni. All'interno si può ammirare l'opera di Sebastiano Folli  (1569 - 1621) della Madonna in piedi col Bambino Gesù che consegna le chiavi a san Pietro.

### Architetture militari
- Rocca Visconti, ruderi del castello alto-medievale di "Campigliola".

## Cultura

### Eventi
L'appuntamento più caratteristico è la "Festa del Marrone" che si svolge l'ultima domenica di ottobre di ogni anno dal 1978. I tre rioni Agitati, Borgassero e Dentro si sfidano allestendo nelle strade del paese rievocazioni storico-culturali legate soprattutto alla vita contadina ed all'importanza che la castagna ha avuto ed ha tuttora nella vita del paese.